# Agraulis vanillae
Agraulis vanillae is een vlinder uit de familie Nymphalidae (vossen, parelmoervlinders en weerschijnvlinders)

## Kenmerken
De spanwijdte bedraagt tussen de 60 en 70 millimeter. De vlinder heeft fel oranjerode vleugels met zwarte stippen en aders. De onderkant van de vleugels heeft opvallende, zilverkleurige vlekken.

## Leefwijze
De vlinders voeden zich met nectar van Bidens pilosa en Lantana. De rupsen zijn doornig en zwart met twee roodbruine strepen op de zijkant.

## Verspreiding en leefgebied
De vlinder is wijdverspreid en algemeen van Peru in Zuid-Amerika tot in de Verenigde Staten en trekt noordwaarts tot de Rocky Mountains en de Grote Meren. De vlinder vliegt het hele jaar door in het zuiden en van januari tot november in het noorden.

## Waardplanten
Waardplanten van de rups zijn onder andere Passiflora caerulea, Passiflora foetida, Passiflora incarnata, Passiflora ligularis, Passiflora quadrangularis en Passiflora suberosa.

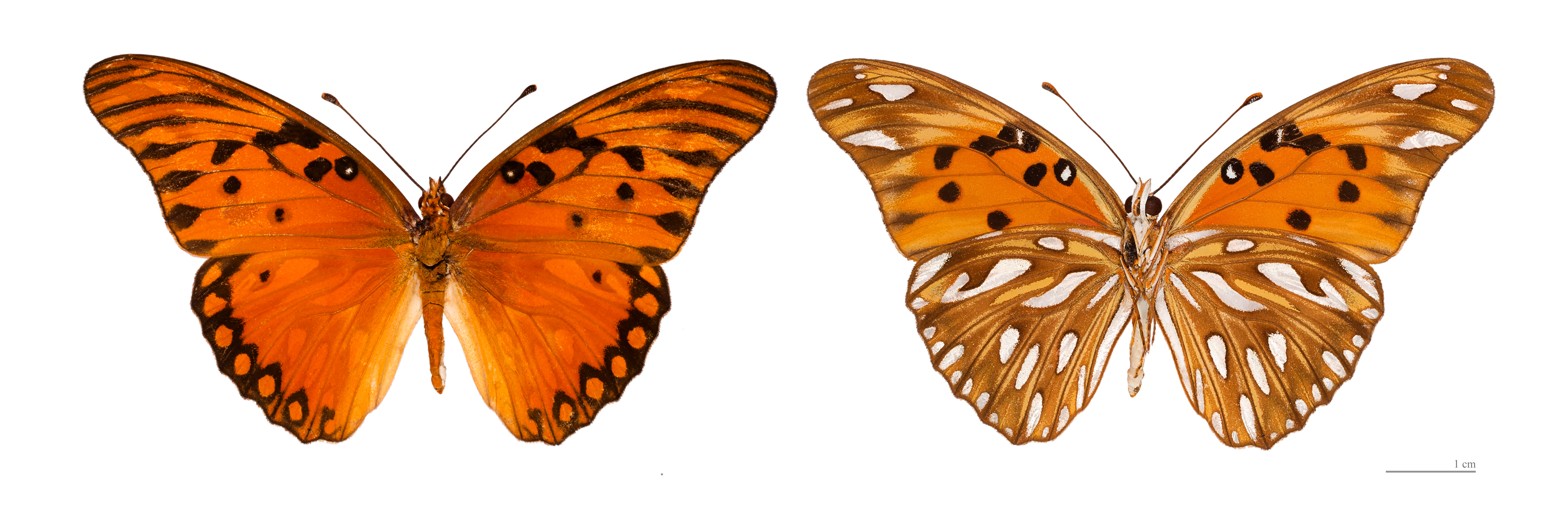
Agraulis vanillae vanillae
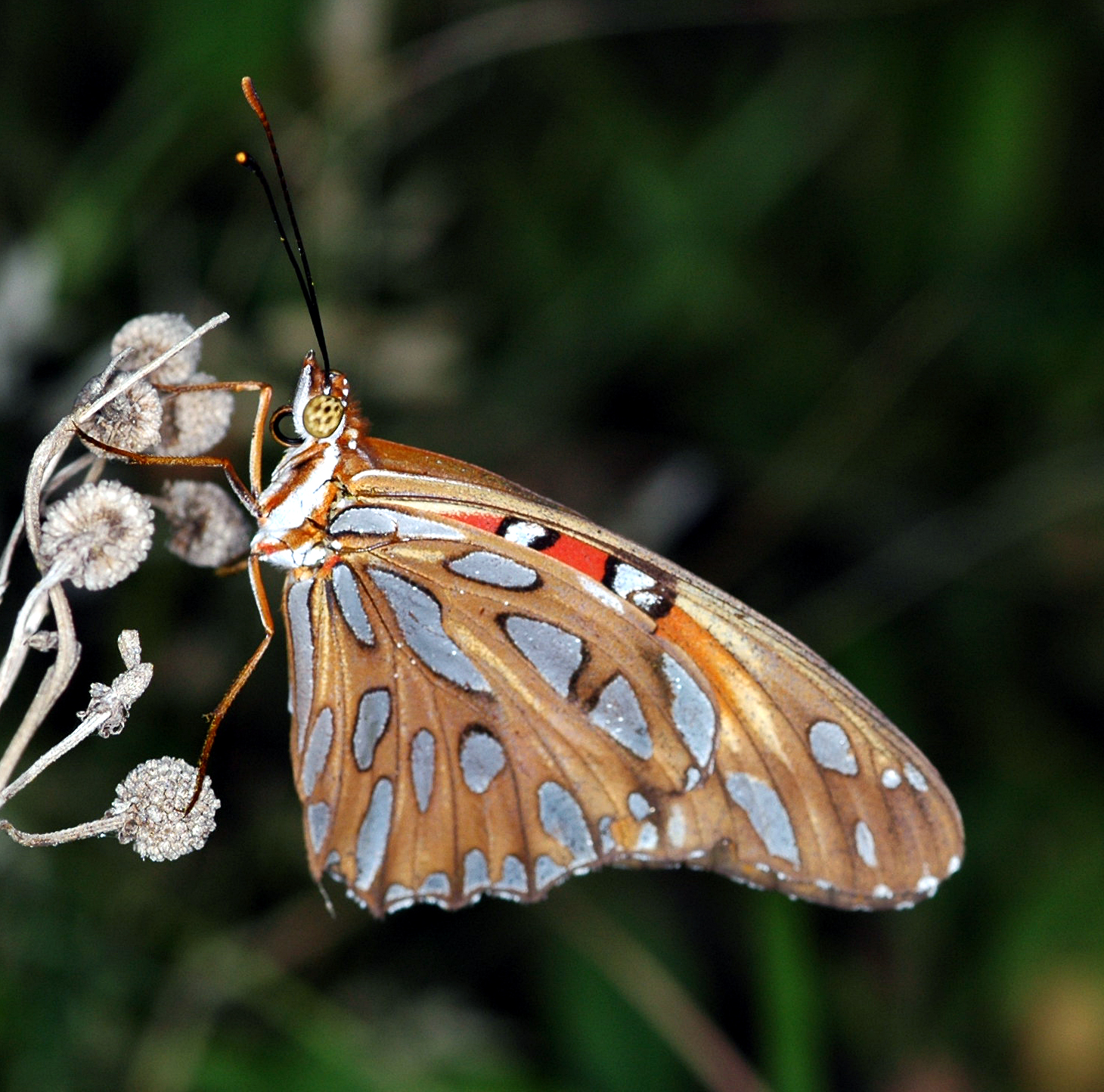
Onderzijde van Agraulis vanillae incarnata
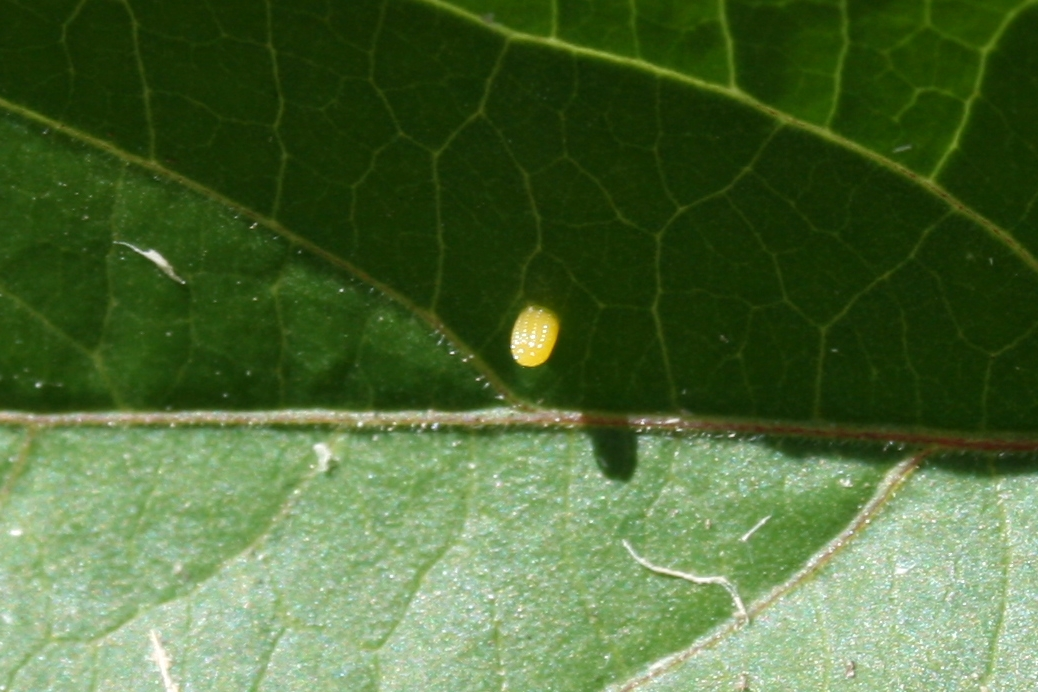
Eitje
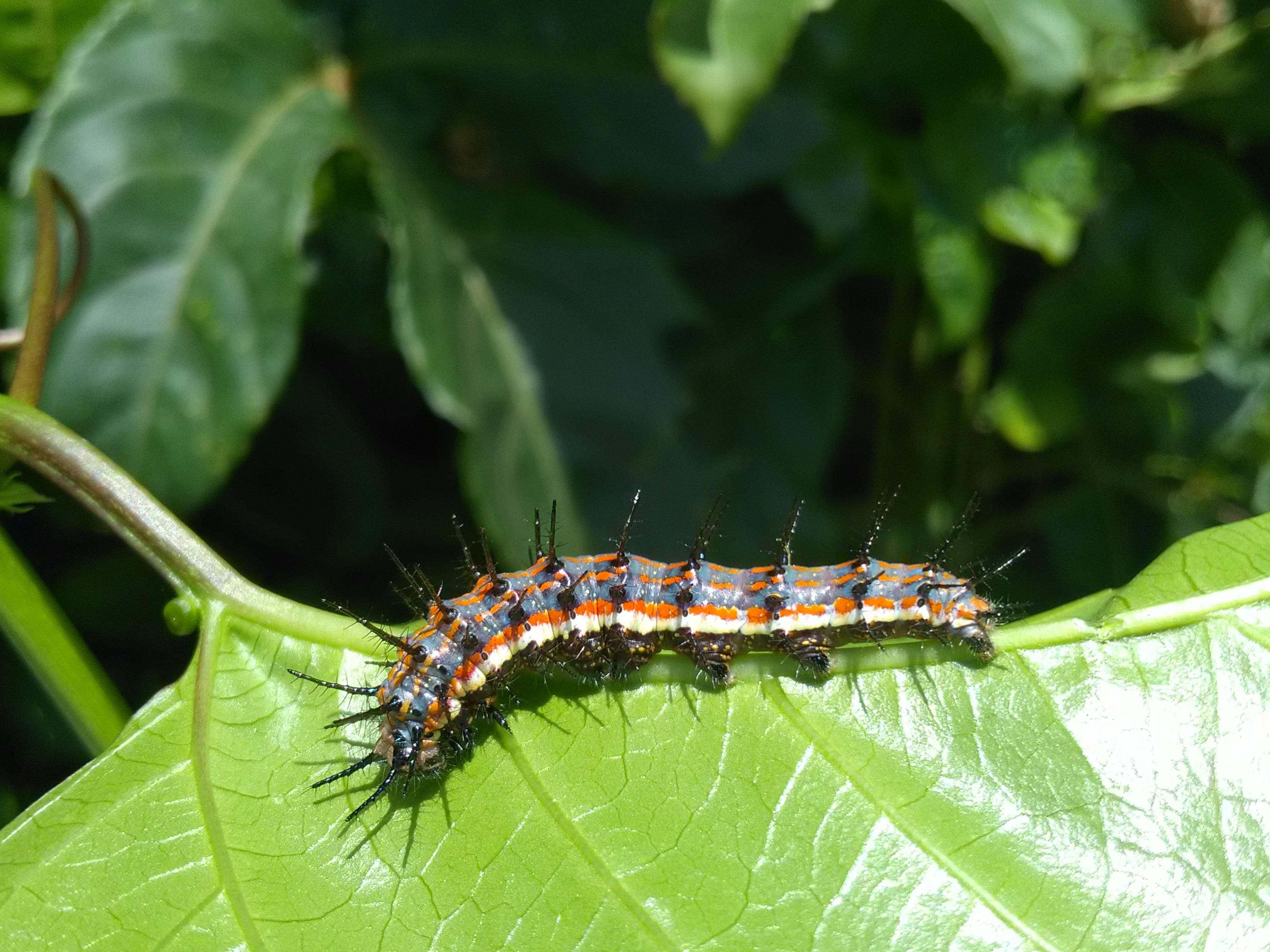